# Peter Capaldi

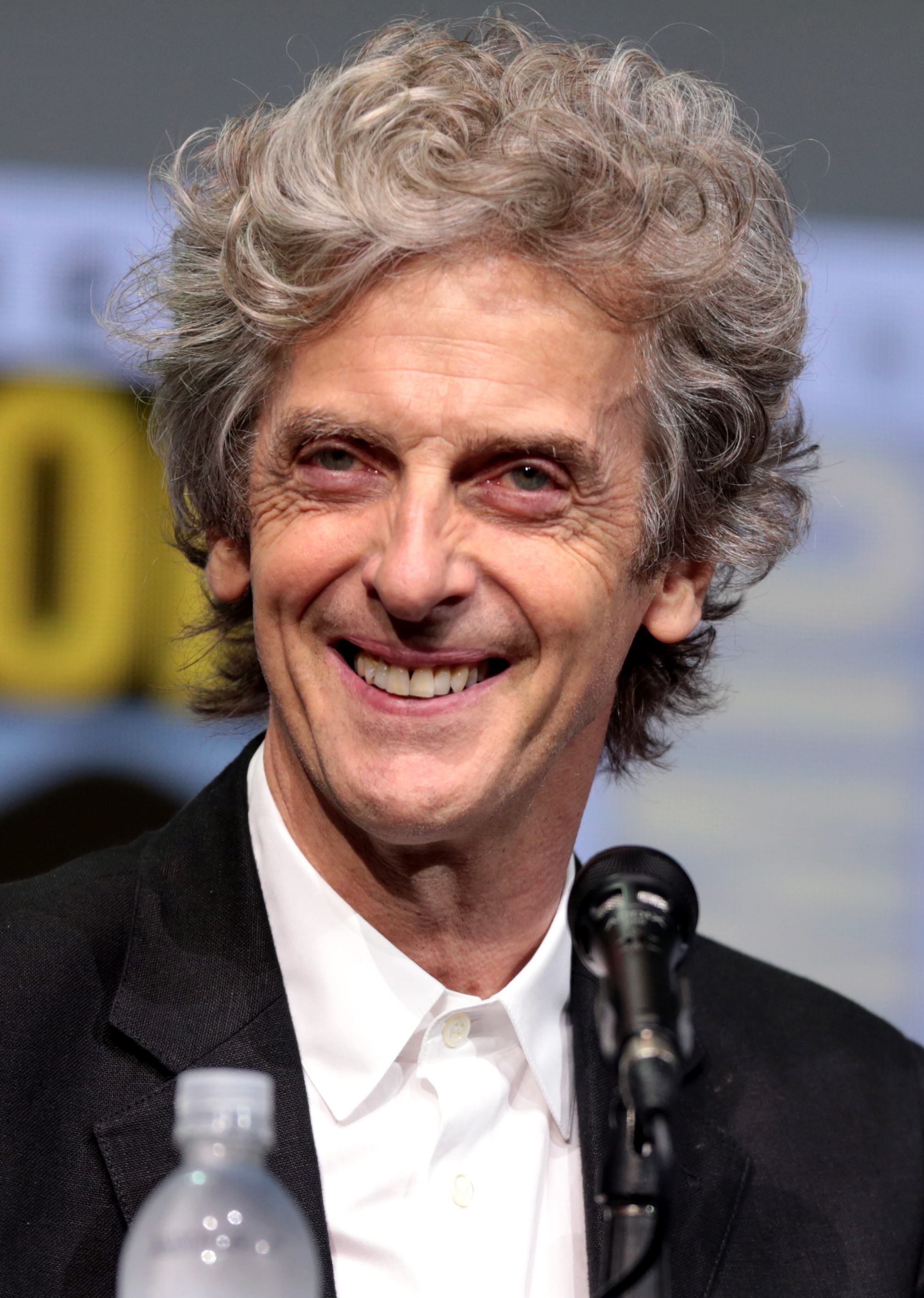
Peter Capaldi auf der Comic-Con in San Diego im Juli 2017

Peter Capaldi (* 14. April 1958 in Glasgow, Schottland) ist ein britischer Schauspieler sowie Film- und Fernsehregisseur. 1995 wurde er für und mit seinem Film Franz Kafka’s It’s a Wonderful Life mit dem Oscar in der Kategorie „Bester Kurzfilm“ ausgezeichnet.
Er ist international bekannt durch seine Hauptrolle als der zwölfte Doktor in der Science-Fiction-Serie Doctor Who sowie zahlreiche Auftritte in Filmen und Serien.

## Leben und Karriere

### Jugend und Ausbildung
Peter Capaldi wurde in Glasgow geboren. Die Familie seiner Mutter stammt aus Killeshandra, County Cavan, Irland und die seines Vaters aus Picinisco, Italien. Sein Vater stellte Eis her und verkaufte es in Glasgow mit einem Verkaufswagen. Nach seiner Schulzeit studierte er an der Glasgow School of Art.

### Musik
Während seiner Studienzeit war Capaldi Sänger in der Punk-Rock-Band The Dreamboys; Schlagzeuger war der spätere Komiker und Moderator der Late Late Show (CBS, 2005–2014) Craig Ferguson. Capaldi machte die Musik nicht zum Beruf, spielt aber gelegentlich in seinen Filmen Gitarre (unter anderem in seinen Rollen als George Harrison und Der Doktor) und tritt in seiner Freizeit mit befreundeten Musikern auf. Besonders verbunden ist er der Band The Blow Monkeys. Im Januar 2018 veröffentlichte die Band ein YouTube-Video unter dem Titel Jamming with the Dr., in dem Capaldi gemeinsam mit Leadsänger Dr. Robert eine Akustikversion von The Wild River darbietet. Zuletzt stand Capaldi im Oktober 2018 bei ihrem Konzert in Glasgows Royal Concert Hall als E-Gitarrist mit auf der Bühne. Er brachte im November 2021 sein Debütalbum St. Christopher heraus, 2025 folgte das Album Sweet Illusions. 2025 hatte er im Rahmen des Glastonbury Festivals einen Gastauftritt beim Konzert der Indie-Rockband Franz Ferdinand, als er bei deren Lied Take Me Out als Sänger mitwirkte.

### Schauspielkarriere
Capaldi gab sein Schauspieldebüt in Local Hero (1983) und spielte seitdem in mehreren Filmen und Serien. In Großbritannien am bekanntesten ist er für seine mehrfach ausgezeichnete Rolle in der BBC-Sitcom The Thick of It als New-Labour-Spin-Doctor Malcolm Tucker. Sowohl 2006 als auch 2008 wurde er hierfür für den BAFTA Television Award als Bester Comedy-Darsteller nominiert. Die Figur Tucker soll lose auf Tony Blairs rechter Hand Alastair Campbell basieren. Der zugehörige Spin-off-Film Kabinett außer Kontrolle (In the Loop) von 2009 brachte Capaldi ebenfalls mehrere Nominierungen und Preise ein. Unter anderem wurde er als Bester Darsteller für den British Independent Film Award 2009 nominiert und erhielt den Chlotrudis Award 2010 als Bester Nebendarsteller.
Mit seiner Rolle als Ministerialbeamter John Frobisher in der dritten Torchwood-Staffel Kinder der Erde (Children of Earth) erweckte Capaldi 2009 durch seine Leistung auch außerhalb Großbritanniens Aufsehen. Bereits 2008 war Capaldi außerdem in der britischen Kult-Fernsehserie Doctor Who in der Folge The Fires of Pompei (4x02) in einer Nebenrolle als Familienvater zu sehen. Es handelte sich um die gleiche Folge in der auch Karen Gillan, die später die erste Begleitern des Elften Doktors Amy Pond spielte, in einer Nebenrolle zu sehen war.
Weihnachten 2010 war Capaldi in der vierteiligen BBC-Miniserie Die Weihnachtsgeschichte – Das größte Wunder aller Zeiten, basierend auf der Geschichte der Geburt Jesu von Nazaret nach dem Neuen Testament, als Balthazar zu sehen.
Obwohl Capaldi bereits in einer Episode der Serie Doctor Who, sowie in einer Hauptrolle in der dritten Staffel des Doctor-Who-Spin-offs Torchwood zu sehen war, wurde er am 4. August 2013 in der BBC als zwölfte Reinkarnation des Doktors, der Titelfigur der Serie, vorgestellt. Damit ist er nach Colin Baker der zweite Darsteller des Doktors, der schon in einer anderen Rolle zuvor in der Fernsehserie zu sehen war. Er tritt die Nachfolge von Matt Smith an, der diese Rolle seit 2010 innehatte. Am 30. Januar 2017 bestätigte Capaldi, dass er die Serie am Ende der zehnten Staffel und der dritten mit ihm als Doctor verlassen werde. Am 16. Juli 2017 wurde Jodie Whittaker als seine Nachfolgerin präsentiert.

### Autorenschaft und Regie
Capaldi schrieb Soft Top, Hard Shoulder (1993), der auf dem London Film Festival den Publikumspreis erhielt. Für seinen Film Franz Kafka’s It’s a Wonderful Life (1993), den er schrieb und bei dem er auch Regie führte, erhielt er 1994 den British Academy Film Award für den besten Kurzfilm sowie 1995 gemeinsam mit Ruth Kenley-Letts, die den Film produzierte, den Oscar für den besten Kurzfilm. 2001 schrieb er für den Film Strictly Sinatra ebenfalls das Buch und führte Regie. Die Produzentin des Films, Ruth Kenley-Letts, wurde 2002 für den Carl Foreman Award for the Most Promising Newcomer der BAFTA Film Awards nominiert. Für die Fernsehserie Getting On inszenierte er 2009 und 2010 sieben der insgesamt neun Folgen; zusätzlich trat er in drei Folgen als Peter Healy auf, bei zweien führte er gleichzeitig auch die Regie. Ebenfalls Regie führte Capaldi beim Fernsehfilm The Cricklewood Greats. Für diesen wurde er neben dem Produzenten und dem Autor 2012 für den BAFTA Television Award als Beste Comedy nominiert.
Capaldi arbeitet außerdem als Sprecher für Hörbücher.

### Privatleben
Capaldi lebt zusammen mit seiner Frau, Elaine Collins, und der gemeinsamen Tochter (* 1992) in Crouch End, London. Er ist Botschafter der britischen Association for International Cancer Research und der schottischen Aberlour Child Care Trust.
Capaldi ist entfernt mit dem Sänger Lewis Capaldi verwandt.

## Filmografie (Auswahl)

### Als Schauspieler
- 1983: Local Hero
- 1988: Der Biss der Schlangenfrau (The Lair of the White Worm)
- 1988: Gefährliche Liebschaften (Dangerous Liaisons)
- 1991: Agatha Christie’s Poirot (Fernsehserie, Folge 3x05 Das Wespennest)
- 1993: Nonstop nach Glasgow (Soft Top Hard Shoulder)
- 1993: Heißer Verdacht (Prime Suspect, Fernsehserie, 2 Folgen)
- 1996: The Crow Road (Miniserie, 4 Folgen)
- 1997: Fräulein Smillas Gespür für Schnee (Smilla’s Sense of Snow)
- 1997: Bean – Der ultimative Katastrophenfilm (Bean)
- 1998: Anwältinnen küsst man nicht (What Rats Won’t Do)
- 2003: Dr. Slippery (Fortysomething, Fernsehserie, 5 Folgen)
- 2004: Niceland (Population. 1.000.002) (Næsland)
- 2004: My Family (Fernsehserie, Folge 5x11 Berühmte Gebisse)
- 2005–2012: The Thick of It (Fernsehserie, 21 Folgen)
- 2006: Inspector Barnaby (Midsomer Murders, Fernsehserie, Folge 9x07 Tote singen nicht)
- 2007: Waking the Dead – Im Auftrag der Toten (Waking the Dead, Fernsehserie, Folgen 6x05–6x06 The Fall)
- 2007–2008: Skins – Hautnah (Skins, Fernsehserie, 4 Folgen)
- 2009: Kabinett außer Kontrolle (In The Loop)
- 2009: Torchwood (Fernsehserie, Folgen 3x01–3x05)
- 2009–2010: Getting On (Fernsehserie, 3 Folgen)
- 2010: Die Weihnachtsgeschichte – Das größte Wunder aller Zeiten (The Nativity, Miniserie, 4 Folgen)
- 2011: The Suspicions of Mr Whicher (Fernsehfilm)
- 2011: Big Fat Gypsy Gangster
- 2012: The Hour (Fernsehserie, 6 Folgen)
- 2013: World War Z
- 2013: Inside Wikileaks – Die fünfte Gewalt (The Fifth Estate)
- 2008, 2013–2017: Doctor Who (Fernsehserie, 43 Folgen)
- 2014: Paddington
- 2014: Die Musketiere (The Musketeers, Fernsehserie, 10 Folgen)
- 2016: Class (Fernsehserie, Folge 1x01)
- 2017: Paddington 2
- 2018: Christopher Robin
- 2019: David Copperfield – Einmal Reichtum und zurück (The Personal History of David Copperfield)
- 2021: The Suicide Squad
- 2021: Benediction
- 2022–2024: The Devil’s Hour (Fernsehserie, 11 Folgen)
- 2024: Criminal Record (Fernsehserie, 8 Folgen)
- 2025: Black Mirror (Fernsehserie, Folge 7x04)

### Als Regisseur
- 1993: Franz Kafka’s It’s a Wonderful Life (Kurzfilm)
- 2001: Strictly Sinatra
- 2009–2010: Getting On (Fernsehserie, 7 Folgen)
- 2012: The Cricklewood Greats (Fernsehfilm)